# Statens Musikråd
Statens Musikråd var et kunstråd, der var nedsat af Kulturministeriet, men som i tråd med armslængdeprincippet selv forvaltede sine midler, der blev anvendt til at fremme musiklivet i Danmark. 
Rådet blev oprettet i 1971 og var således det ældste af de fire kunstråd, som alle ophørte pr. 1. juli 2003, hvor de blev lagt sammen til Kunstrådet, der derefter oprettede kunstfaglige udvalg til at behandle tilskudsansøgninger. Den sidste formand for Statens Musikråd var Finn Slumstrup. 
De ni medlemmer af Statens Musikråd var udpeget med baggrund i deres sagkundskab indenfor musiklivet og blev valgt for 4-årig periode. Mens fire medlemmer udpegedes af kulturministeren, blev de øvrige fem valgt af et repræsentantskab. 